# Clemente Rospigliosi
Clemente Rospigliosi, VII principe Rospigliosi e VII duca di Zagarolo (Roma, 15 giugno 1823 – Firenze, 28 gennaio 1897), è stato un nobile italiano.

## Biografia
Figlio di Giulio Cesare Rospigliosi, VI principe Rospigliosi e di sua moglie, la principessa romana Margherita Colonna di Castiglione, Clemente nacque a Roma nel 1823 e gli venne imposto il nome del suo antenato pontefice. Per parte di sua madre discendeva da una delle più antiche e potenti famiglie della nobiltà romana papalina.
Egli nacque dopo il ritorno di suo padre a Roma dalla Toscana dove suo nonno aveva pensato di trasferirsi col resto della famiglia negli anni dell'occupazione francese, e pertanto Clemente crebbe nel pieno del periodo della restaurazione pontificia, godendo dei benefici accordati da Gregorio XVI a suo padre per la fedeltà dimostrata. Ad ogni modo mantenne fortissimi contatti con il Granducato di Toscana ed in particolare con la corte granducale dove il nuovo arciduca salito al trono Ferdinando IV lo volle come Gran Maestro di Corte alla morte di suo padre nel 1859. Clemente accettò e si trasferì nuovamente a Firenze col resto della famiglia, ma rimase in carica poco meno di un anno perché, con l'annessione definitiva della Toscana al neonato Regno d'Italia, Clemente si trovò senza incarichi, ma preferì non fare ritorno a Roma. Con la morte del suo genitore, infatti, Clemente aveva ereditato i titoli paterni ed i beni di famiglia, composti ancora da notevoli terre coltivate e tenute nella Terra di Lavoro, nonché agli interessi recentemente accumulati nella Banca Romana di cui suo padre era stato uno dei fondatori, beni che amministrò d'ora in poi da lontano.
Tramite sua madre Margherita Colonna di Castiglione, che era figlia del duca di Paliano e della principessa di Savoia-Carignano, Clemente era inoltre lontano cugino del nuovo re d'Italia Vittorio Emanuele II, ma malgrado questo rimase speranzoso del fatto che egli non avrebbe mai osato toccare la sede pontificia, così da consentirgli tra le altre cose di mantenere integri i propri interessi. Quand'anche il nuovo regno ebbe occupato la nuova capitale, Clemente mantenne il suo giuramento di fiducia a Pio IX e non si interessò di politica, ma fece viaggi più frequenti a Roma e cercò di inserirsi in qualche modo nella nuova società che andò creandosi.
Morì a Firenze il 28 gennaio 1897.

## Matrimonio e figli
Il 5 ottobre 1846, a Roma, Clemente sposò la duchessa francese Francesca de Nompère de Champagny, figlia di Luis-Alix de Nompère de Champagny, II duca di Cadore, e di sua moglie Caroline-Elisabeth de Lagrange. La coppia i seguenti figli:
- Giuseppe (1848 - 1913), VIII principe Rospigliosi, sposò Maria Reid
- Camillo (1840 - 1915), comandante della guardia nobile pontificia dal 1901 al 1915, sposò Elena Giustiniani-Bandini

## Albero genealogico
|                                                       |                                                               |                                                           | Genitori                                                       |  |  | Nonni |  |  | Bisnonni                                               |  |  | Trisnonni                                              |  |
|                                                       |                                                               |                                                           |                                                                |  |  |       |  |  | Giovanni Battista Rospigliosi, IV principe Rospigliosi |  |  | Clemente Domenico Rospigliosi, II principe Rospigliosi |  |
|                                                       |                                                               |                                                           |                                                                |  |  |       |  |  | Giovanni Battista Rospigliosi, IV principe Rospigliosi |  |  | Clemente Domenico Rospigliosi, II principe Rospigliosi |  |
|                                                       |                                                               | Giustina Borromeo Arese                                   |                                                                |  |  |       |  |  | Giovanni Battista Rospigliosi, IV principe Rospigliosi |  |  |                                                        |  |
| Giuseppe Rospigliosi, V principe Rospigliosi          |                                                               |                                                           |                                                                |  |  |       |  |  | Giovanni Battista Rospigliosi, IV principe Rospigliosi |  |  |                                                        |  |
|                                                       |                                                               | Eleonora Caffarelli                                       | Baldassarre Caffarelli, IV duca di Assergi                     |  |  |       |  |  |                                                        |  |  |                                                        |  |
|                                                       |                                                               | Eleonora Caffarelli                                       | Baldassarre Caffarelli, IV duca di Assergi                     |  |  |       |  |  |                                                        |  |  |                                                        |  |
|                                                       |                                                               | Eleonora Caffarelli                                       | Costanza Mattei                                                |  |  |       |  |  |                                                        |  |  |                                                        |  |
| Giulio Cesare Rospigliosi, VI principe Rospigliosi    |                                                               | Eleonora Caffarelli                                       |                                                                |  |  |       |  |  |                                                        |  |  |                                                        |  |
|                                                       |                                                               | Livio Odescalchi, II principe Odescalchi                  | Baldassarre Odescalchi, I principe Odescalchi                  |  |  |       |  |  |                                                        |  |  |                                                        |  |
|                                                       |                                                               | Livio Odescalchi, II principe Odescalchi                  | Baldassarre Odescalchi, I principe Odescalchi                  |  |  |       |  |  |                                                        |  |  |                                                        |  |
|                                                       |                                                               | Livio Odescalchi, II principe Odescalchi                  | Eleonora Maddalena Borghese                                    |  |  |       |  |  |                                                        |  |  |                                                        |  |
| Maria Ottavia Odescalchi                              |                                                               | Livio Odescalchi, II principe Odescalchi                  |                                                                |  |  |       |  |  |                                                        |  |  |                                                        |  |
|                                                       |                                                               | Maria Vittoria Corsini                                    | Filippo Corsini, II principe di Sismano                        |  |  |       |  |  |                                                        |  |  |                                                        |  |
|                                                       |                                                               | Maria Vittoria Corsini                                    | Filippo Corsini, II principe di Sismano                        |  |  |       |  |  |                                                        |  |  |                                                        |  |
|                                                       |                                                               | Maria Vittoria Corsini                                    | Ottavia Strozzi                                                |  |  |       |  |  |                                                        |  |  |                                                        |  |
| Clemente Rospigliosi, VII principe Rospigliosi        |                                                               | Maria Vittoria Corsini                                    |                                                                |  |  |       |  |  |                                                        |  |  |                                                        |  |
|                                                       | Lorenzo Onofrio II Colonna di Paliano, IX principe di Paliano | Fabrizio II Colonna di Paliano, VIII principe di Paliano  |                                                                |  |  |       |  |  |                                                        |  |  |                                                        |  |
|                                                       | Lorenzo Onofrio II Colonna di Paliano, IX principe di Paliano | Fabrizio II Colonna di Paliano, VIII principe di Paliano  |                                                                |  |  |       |  |  |                                                        |  |  |                                                        |  |
|                                                       | Lorenzo Onofrio II Colonna di Paliano, IX principe di Paliano | Caterina Zefirina Salviati                                |                                                                |  |  |       |  |  |                                                        |  |  |                                                        |  |
| Filippo III Colonna di Paliano, X principe di Paliano | Lorenzo Onofrio II Colonna di Paliano, IX principe di Paliano |                                                           |                                                                |  |  |       |  |  |                                                        |  |  |                                                        |  |
|                                                       |                                                               | Marfisa d'Este di San Martino                             | Carlo Filiberto d'Este di San Martino, marchese di San Martino |  |  |       |  |  |                                                        |  |  |                                                        |  |
|                                                       |                                                               | Marfisa d'Este di San Martino                             | Carlo Filiberto d'Este di San Martino, marchese di San Martino |  |  |       |  |  |                                                        |  |  |                                                        |  |
|                                                       |                                                               | Marfisa d'Este di San Martino                             | Teresa Sfondrati                                               |  |  |       |  |  |                                                        |  |  |                                                        |  |
| Margherita Colonna di Paliano                         |                                                               | Marfisa d'Este di San Martino                             |                                                                |  |  |       |  |  |                                                        |  |  |                                                        |  |
|                                                       |                                                               | Luigi Vittorio di Savoia-Carignano, principe di Carignano | Vittorio Amedeo I di Savoia-Carignano, principe di Carignano   |  |  |       |  |  |                                                        |  |  |                                                        |  |
|                                                       |                                                               | Luigi Vittorio di Savoia-Carignano, principe di Carignano | Vittorio Amedeo I di Savoia-Carignano, principe di Carignano   |  |  |       |  |  |                                                        |  |  |                                                        |  |
|                                                       |                                                               | Luigi Vittorio di Savoia-Carignano, principe di Carignano | Maria Vittoria Francesca di Savoia                             |  |  |       |  |  |                                                        |  |  |                                                        |  |
| Caterina di Savoia-Carignano                          |                                                               | Luigi Vittorio di Savoia-Carignano, principe di Carignano |                                                                |  |  |       |  |  |                                                        |  |  |                                                        |  |
|                                                       |                                                               | Cristina Enrichetta d'Assia-Rheinfels-Rotenburg           | Ernesto Leopoldo d'Assia-Rheinfels-Rotenburg                   |  |  |       |  |  |                                                        |  |  |                                                        |  |
|                                                       |                                                               | Cristina Enrichetta d'Assia-Rheinfels-Rotenburg           | Ernesto Leopoldo d'Assia-Rheinfels-Rotenburg                   |  |  |       |  |  |                                                        |  |  |                                                        |  |
|                                                       |                                                               | Cristina Enrichetta d'Assia-Rheinfels-Rotenburg           | Eleonora Maria di Löwenstein-Wertheim-Rochefort                |  |  |       |  |  |                                                        |  |  |                                                        |  |
|                                                       |                                                               | Cristina Enrichetta d'Assia-Rheinfels-Rotenburg           |                                                                |  |  |       |  |  |                                                        |  |  |                                                        |  |